# Mary Katrantzou

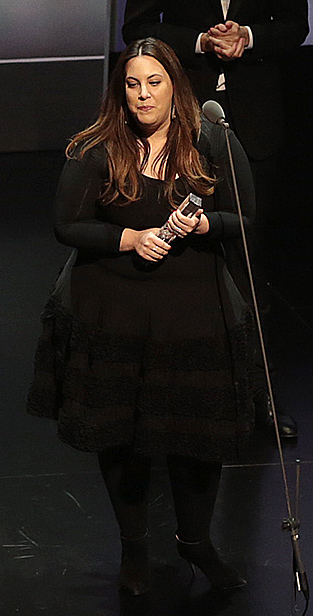
Mary Katrantzou

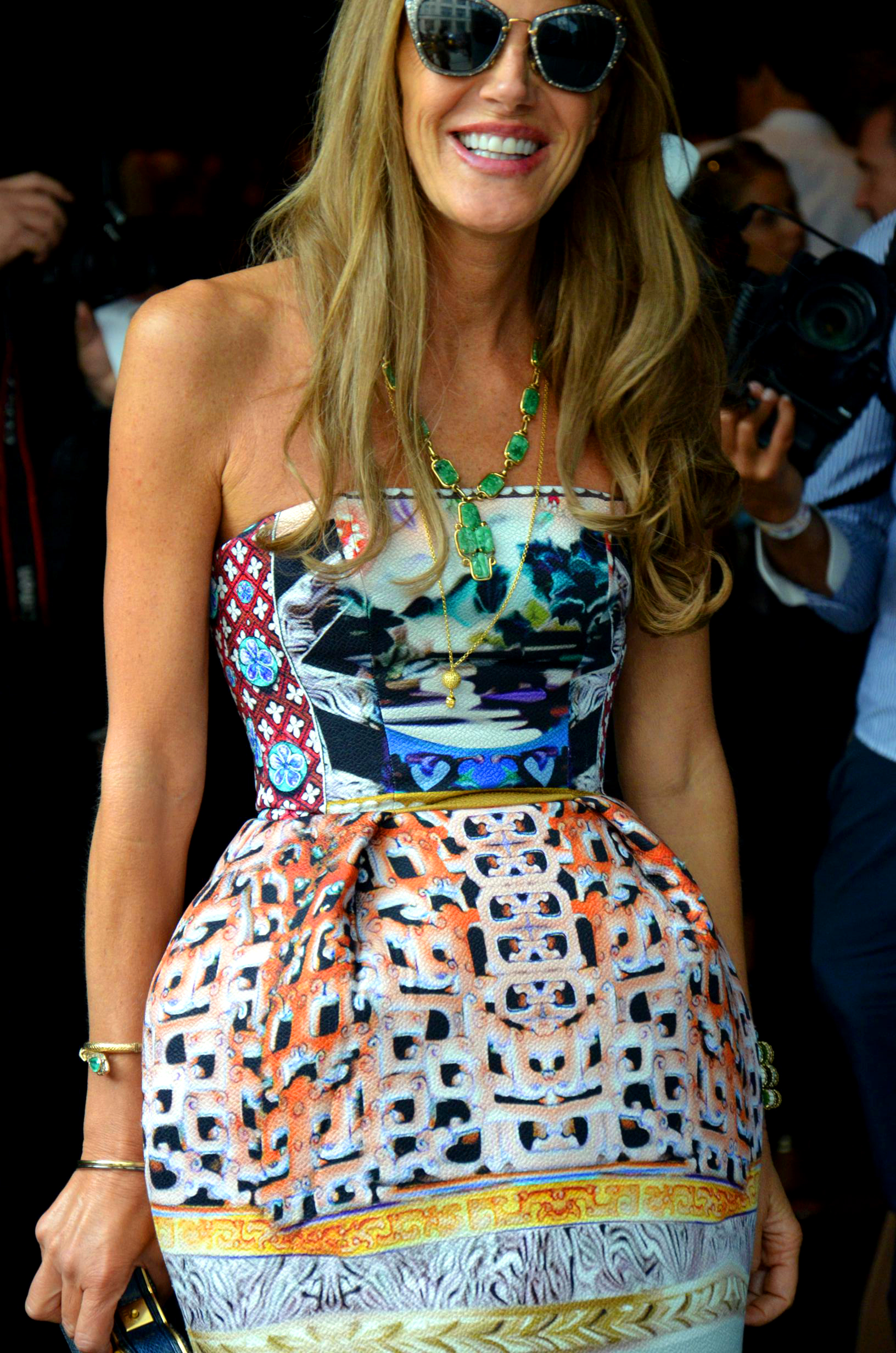
Katrantzou Kreation

Mary Katrantzou (* 1983 in Athen, in Griechenland) ist eine griechische Modeschöpferin, die in London lebt und arbeitet.

## Leben
Katrantzou ist die Tochter einer Innenarchitektin und eines Textilingenieurs. Sie begann 2003 mit einem Studium der Architektur an der Rhode Island School of Design. Später ging sie nach London, um am Londoner Central Saint Martins College of Art and Design zu studieren. Nach dem Bachelorabschluss im Fach „Textildrucke für Inneneinrichtungen“ konzentrierte sie sich in ihrem Masterstudium auf das Erstellen von Drucken für Modetextilien. Bereits 2006 erstellte sie einen Lehrplan für die Abteilung „Textilien“ des Colleges. 2008 eröffneten ihre Entwürfe die jährliche Leistungsshow der Graduierten des Colleges.
In den Folgejahren wurden Katrantzous Kreationen international in den Modeboutiquen von Kaufhäusern wie Selfridges oder Neiman Marcus verkauft, eine Kollektion für Topshop war 2011 innerhalb weniger Tage ausverkauft. Mittlerweile hat sie drei Kollektionen für Topshop designed. Modezeitschriften wie Vogue oder GraziA berichteten über ihre Modeschöpfungen. Die Frühjahrs/Sommerkollektion 2013 des Jeanslabels Current/Elliot hat Mary Katrantzou mitgestaltet.
Der US-amerikanische Fotograf Erik Madigan Heck erstellte 2012 eine Serie mit Bildern der Entwürfe Katrantzous für die texanische Kaufhauskette Neiman Marcus mit dem Titel The Art of Fashion. Im Jahre 2014 entwarf sie für die Modemarken Moncler und Adidas und fertigte mit mehr als 50 Mitarbeitern auch nach eigenen Entwürfen. Des Weiteren entwarf sie Kostüme für das New York City Ballet.

## Preise und Auszeichnungen
- 2010: Swiss Textile Award.
- 2011: British Fashion Council Awards, Kategorie: Emerging Talent.
- 2012: Elle Style Awards, Kategorie: Next Young Designer.